# Avenida Ramón Franco
La avenida Ramón Franco comienza en la localidad de Villa Domínico, en el partido de Avellaneda, Argentina; en la intersección de la Avenida Mitre y el Parque Domínico. Continúa hasta el inicio del partido de Quilmes extendiéndose 2,20 kilómetros, allí se continúa bajo el nombre de Avenida San Martín, extendiéndose 3,10 kilómetros; obteniéndose así una longitud total de 5,30 kilómetros.
Es una de las principales vías de transporte que conecta la ciudad de Avellaneda con la ciudad de Quilmes. La Avenida es bordeada por la línea ferroviario Ferrocarril Roca, junto a ella se encuentran las estaciones ferroviarias de Wilde, Don Bosco, y Bernal.
También es una vía de transporte utilizada por varias líneas de colectivo de transporte público; las líneas que más circulan por la avenida son: 22, 85, 98, 266, 293, 295, y 570.